# نولز شو
نولز شو (بالإنجليزية: Knowles Shaw)‏ هو ملحن أمريكي، ولد في 31 أكتوبر 1834، وتوفي في 7 يونيو 1878.

## وصلات خارجية
- نولز شو على موقع IMDb (الإنجليزية)
- نولز شو على موقع ميوزك برينز (الإنجليزية)